# Chabechnet
Chabechnet war ein altägyptischer Künstler, der zur Zeit von Ramses II. (19. Dynastie) in Deir el-Medina lebte. Er war ein Sohn von Sennedjem und Iy-neferti und mit einer Frau namens Sahti verheiratet. Sein Grab trägt die Bezeichnung TT2 und befindet sich in der Nekropole des Arbeiterdorfes.
Einer seiner Titel war „Diener am Platz der Wahrheit“, das heißt, er war bei der Anlage und Dekoration der Gräber im Tal der Könige oder Tal der Königinnen beteiligt.

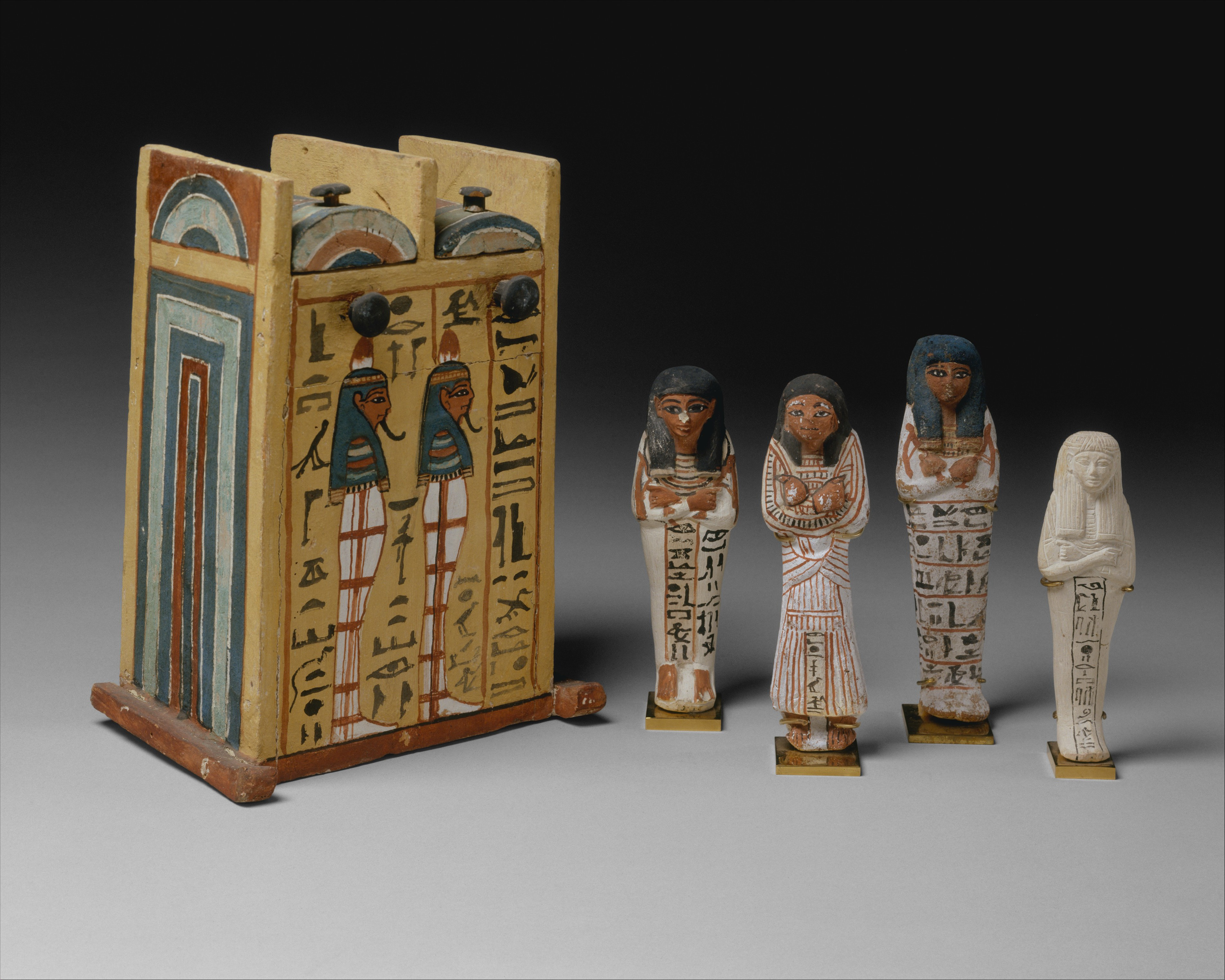
Uschebtis und Uschebti-Kasten von Chabechnet und seiner Mutter Iy-neferti

In seinem Grab werden viele Verwandte von ihm und seiner Frau dargestellt. Zu Chabechnets Kindern gehören die Söhne Sennedjem, Piay, Bakenanuy, Cha, Mose, Ahhotep und Amenemheb sowie die Töchter Webchet, Mutemopet, Isis, Nofretchau und Henutweret. Auf einer Statuengruppe sind zusätzlich die Namen der Töchter Roy, Nodjemmut und Wabet verzeichnet. Ebenfalls in den Grabszenen erwähnt werden sein Bruder Chons, seine Schwester Henutweret, Sahtes Bruder Wadjschemsu und ihre Schwester Henutwati. Sahte taucht auch im Grab ihres Bruders Nachtamun (TT335) auf, wodurch Chabechnet und Sahte in die frühe Regierungszeit von Ramses II. datiert werden können.

## Belege
1. ↑  Bertha Porter, Rosalind Moss: Topographical Bibliography of Ancient Egyptian Hieroglyphic Texts, Statues, Reliefs and Paintings. Band 1: The Theban Necropolis. Teil 1: Private Tombs. 2. Auflage, Griffith Institute, Oxford 1970.
2. ↑  James Baikie: Egyptian Antiquities in the Nile Valley. Methuen, London 1932.
3. 1 2  Benedict G. Davies: Who’s who at Deir el-Medina: A Prosopographic Study of the Royal Workmen’s Community (= Egyptologische uitgaven. Band 13). Nederlands Instituut voor het Nabije Oosten, Leiden 1999, ISBN 906-258213-3, S. 44–47.

| Personendaten    | Personendaten                                        |
| ---------------- | ---------------------------------------------------- |
| NAME             | Chabechnet                                           |
| KURZBESCHREIBUNG | altägyptischer Künstler                              |
| GEBURTSDATUM     | 14. Jahrhundert v. Chr. oder 13. Jahrhundert v. Chr. |
| STERBEDATUM      | 13. Jahrhundert v. Chr.                              |